# Psoralea esculenta
Psoralea esculenta es una planta perenne herbácea nativa de las praderas y bosques secos del centro de América del Norte, que posee una raíz amilácea comestible. La planta también es conocida como Pediomelum esculentum. Otros nombres comunes para la planta incluyen "tipsin", "teepsenee", "pomme blanche" y "nabo de la pradera". El nabo de la pradera era un alimento básico de los indios de las llanuras.
Una especie estrechamente relacionada, Psoralea hypogaea, es también comestible, a pesar de que la planta y la raíz son más pequeñas.  Otra especie, Psoralea argophylla (también comestible), era recolectada para uso alimentario solo en tiempo de hambruna.

## Descripción y alcance
El nabo de la pradera tiene un alcance entre las grandes llanuras del sur de Manitoba hasta Texas y desde el oeste de Wisconsin hasta Montana. La planta crece mejor a pleno sol en suelo bien drenado y rocoso o arenoso. La planta se encuentra comúnmente en praderas extensas. La escasez relativa de la planta en la actualidad en comparación con su abundancia anterior puede deberse a que la mayoría de las praderas se han convertido en tierras de cultivo o pastizales para ganado.
El nabo de la pradera es una planta perenne, puede llegar a vivir desde 3 a más de 6 años. En la primavera, varios tallos gruesos con hojas compuestas palmadamente divididas en cinco folíolos emergen del suelo alcanzando hasta 30 cm. A principios de verano, la planta produce abundantes flores azules o púrpuras en racimos terminales de 5 a 10 cm de longitud, las que luego dan lugar a vainas aplastadas de punta delgada. La cosecha de los tubérculos es durante la época de floración. Las flores y el tallo de la flor se rompen y marchitan poco después de la floración, haciendo que la planta sea difícil de localizar. La planta crece a partir de una o más raíces robustas marrones que forman los tubérculos redondeados, en forma de huso cerca de 7 a 10 cm debajo de la superficie, cada 4 a 10 cm de largo. 

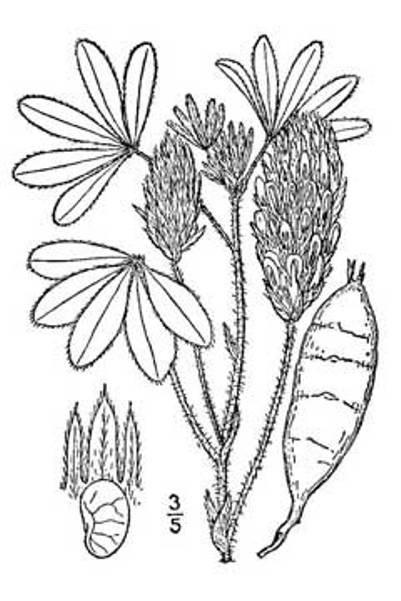
Las hojas, flores, tubérculos y semillas de la planta.

El nombre Lakota para la planta es "Timpsula". El nombre de Topeka, (la capital de Kansas), se cree que significa un "buen lugar para cavar nabos de pradera" en el Kansa y otras lenguas siux.

## Cosecha
Abundante en condiciones favorables, sabroso y nutritivo, el nabo de la pradera fue una vez un alimento básico de los indios de las llanuras, especialmente los nómadas y también lo fue para los primeros exploradores europeos. Se cosecha de mayo a julio, cuando las flores son fácilmente visibles entre las praderas. Los indios, usualmente mujeres, cosechaban la raíz utilizando un afilado palo de excavación endurecido por el fuego. Los tubérculos tienen una piel dura y oscura y se pelan antes de comer. Pueden ser comidos inmediatamente, ya sea crudos o hervidos, pero la mayoría se solían dejar secar para su uso posterior. Se cortaban en trozos que se dejaban secar al sol, para luego machacarlas en harina.
El nabo de la pradera era también un alimento confiable en tiempos de escasez o hambruna. Se han registrado varios ejemplos de indios y blancos que subsistieron únicamente a base de la raíz durante largos períodos en que no se pudo obtener otros alimentos. El nabo de la pradera es más nutritivo que la mayoría de los cultivos de raíces, contiene aproximadamente un 7 por ciento de proteína, y más de un 50 por ciento de carbohidratos, además de ser rico en vitaminas y oligoelementos. Particularmente importante fue el contenido de vitamina C, de 17,1 miligramos por 100 gramos ya que la dieta rica en carne de invierno de los indios de las planicies era a menudo deficiente en vitamina C.
El nabo de la pradera tarda de 2 a 4 años en crecer desde una semilla hasta la raíz madura. El largo período requerido para la maduración probablemente limitó el éxito de cualquier esfuerzo que hicieran los indios para cultivar la planta. Plantaciones en jardines han sido hechas por científicos para evaluar el potencial de domesticación.

## Uso como alimento
Como alimento, el nabo de la pradera se ha descrito de varias formas, como una "delicadeza", "tolerablemente bueno", o "insípido y sin sabor". Los indios describían el uso del alimento como: "lo comen sin cocer, o lo hierven, o lo asan en las brasas, o lo secan y lo aplastan en polvo para hacer sopa de él. Grandes cantidades se almacenan en Bolsas de piel de búfalo para el invierno, un plato favorito es una especie de pudín hecha con la harina de las raíces y la baya maseskatomina (saskatoon), es muy apetecible".
La harina de nabo de la pradera se utiliza a menudo como "ingrediente secreto" en las recetas indias modernas de pan frito.